# Вицино
Ви́цино — деревня в составе Толвуйского сельского поселения Медвежьегорского района Республики Карелия.

## Общие сведения
Располагается на Заонежском полуострове на берегу Заонежского залива в северо-восточной части Онежского озера.
В северной части поселений деревня входит в состав Кузаранды. Следующая за ней на берегу Онежского озера идёт деревня Афонино.

## Население
| 2002 | 2010 | 2013 |
| ---- | ---- | ---- |
| 16   | ↘8   | ↘3   |